# Mordellistena pseudohirtipes
Mordellistena pseudohirtipes là một loài bọ cánh cứng trong họ Mordellidae. Loài này được Ermisch miêu tả khoa học năm 1965.